# Melitaea hiberava
Melitaea hiberava är en fjärilsart som beskrevs av Ruggero Verity 1929. Melitaea hiberava ingår i släktet Melitaea och familjen praktfjärilar. Inga underarter finns listade i Catalogue of Life.